# 여자 FK리그
FK리그 여자부는 2014-15시즌부터 시범리그로 도입되었으며 남자부 경기를 시작하기전에 경기를 진행하는 특성을 가지고 있다. 아무래도 시범리그로 진행되다보니 해체되는 팀이 상당히 많으며 남자부처럼 정규리그로 전환 운영되려면 시간이 많이 필요해보인다. 또한 연맹에서는 해를 넘겨서 진행한다고 표시를 해놓았지만 사실 해를 넘겨서 진행하지는 않는다. 1월부터 리그를 진행하다보니 진행기간이 2개월로 매우 짧은게 특징이다.

## 역사
FK리그 여자부는 그동안 남자부만 진행되던 리그에 2014-15시즌부터 시범리그로써 처음 도입되었다. 2014-15 시즌 당시 FS호네츠등 5개팀이 리그에 참가하면서 시작되었는데 FS서울이 2014-15시즌과 2015-16시즌 , 2016-17시즌 3번 연속으로 여자부 우승을 차지하면서 여자부의 강팀으로 군림하게 되었다. 하지만 2017-18시즌에 스타FS서울로 명칭을 변경하고 리그에 나선 서울은 3시즌만에 우승을 전주매그우먼풋살클럽에게 빼았기며 4년 연속 여자부 우승이라는 업적을 차지하지 못했고 2018-19시즌에는 해체되었던 부산 카파FC 여자부를 재창단시킨 부산 BWS플레이어스가 우승을 차지하게 되면서 총 3개의 팀이 리그에서 우승을 기록했다. 강팀으로 알려져있던 FS서울레이디스는 2017-18시즌을 끝으로 여자부리그에 참여하지 않았다. 2019-20시즌이 진행하기로 되어있었으나 코로나 19의 여파로 진행취소되었다.

## 리그구성
총 4팀이 참가하고 있는 FK리그 여자부는 각 팀별로 1라운드 ~ 2라운드씩 경기를 진행한다. 모집을 할 때 6팀까지로 제한을 두었지만 매년 4팀씩 참가해 리그가 운영되다보니 사실상 1라운드라고 보면된다.

#### 정규라운드 순위결정 기준
축구에서 적용하고 있는 정규라운드 순위결정 기준에 따라 순위를 결정한다.

## 구단

### 2018-19시즌 참가구단 ( 2019-20시즌은 진행하지 않음 )
| 구단                 | 데뷔시즌 | 연고지 | 감독   | 2018-19시즌 리그 성적 |
| -------------------- | -------- | ------ | ------ | --------------------- |
| 전주매그우먼풋살클럽 | 2017-18  | 전주   | 김태열 | 준우승                |
| 부산 BWS플레이어스   | 2018-19  | 부산   | 조기승 | 우승                  |
| 인천레이디스FS       | 2018-19  | 인천   | 채희수 | 3위                   |
| 경기열정FS           | 2018-19  | 경기   | 유우람 | 4위                   |

## 경기장
FK리그 여자부는 남자부의 사전경기 형식으로 진행되면서 동일한 구장을 사용한다. 